# Агеліофіли
Агеліофіли — тварини, що живуть в умовах, позбавлених світла (печери, глибоководні зони моря).